# Сопер, Александр
Александр Сопер (англ. Alexander C. Soper; 18.02.1904, Чикаго — 13.01.1993, Пенсильвания) — американский историк искусства, специалист по азиатскому искусству.
Редактор «Artibus Asiae» (с 1958 года).
Профессор Института изящных искусств Нью-Йоркского университета.
Окончил Гамильтон-колледж в Нью-Йорке (бакалавр искусств, 1925) и Принстон в 1929 году со степенью магистра архитектуры. Там же в 1944 году получил степень доктора философии по истории искусства. Преподавал в Брин-Мор-колледже и затем с 1960 года — более 30 лет в Институте изящных искусств.
Членкор Британской академии (1974).